# Bianca Olivier
Este artículo puede contener adelantos sobre las novelas.
Bianca Olivier es un personaje de ficción de las novelas Medianoche, Adicción y Despedida, además de la aún no publicada Afterlife, de Claudia Gray.

## Biografía
Vivió durante toda su vida en un pequeño pueblo llamado Arrowood hasta que sus padres deciden mandarla junto a ellos, que son profesores, al internado Medianoche.
Para mostrar a sus padres su descontento con la situación, decide escaparse del internado poco antes de amanecer. Ahí es donde, accidentalmente, conoce a Lucas Ross, un atractivo nuevo alumno de Medianoche.

## Apariencia física
Tiene la piel pálida, sus ojos de color marrón hacen contraste con su cabello de color rojizo. Es de constitución delgada y de estatura media.

## Personalidad
Es muy tímida y le cuesta hacer amistades. No se siente a gusto rodeada de la gente que no conoce y el internado Medianoche le intimida.
El nombre de Bianca se lo pusieron porque su padre, Adrian Olivier, conoció a William Shakespeare, y una de sus obras literarias tiene  un personaje con el nombre de Bianca.